# Province de Ladislao Cabrera
La province de Ladislao Cabrera (en espagnol : Provincia de Ladislao Cabrera) est une des 16 provinces du département d'Oruro, en Bolivie. Son chef-lieu est la ville de Salinas de Garcí Mendoza.